# Grodkowo-Zawisze
Grodkowo-Zawisze – wieś w Polsce położona w województwie mazowieckim, w powiecie sierpeckim, w gminie Sierpc. Ma status sołectwa.
| SIMC    | Nazwa          | Rodzaj    |
| ------- | -------------- | --------- |
| 0574830 | Grodkowo-Budki | część wsi |
| 0574847 | Stefankowo     | część wsi |

Prywatna wieś szlachecka Grodkowo-Zawiszyno położona była w drugiej połowie XVI wieku w powiecie sierpeckim województwa płockiego. W latach 1975–1998 miejscowość administracyjnie należała do województwa płockiego.